# Parčić (Drniš)
Parčić (olaszul: Parcich, Parcich di Dernis) falu Horvátországban Šibenik-Knin megyében. Közigazgatásilag Drnišhez tartozik.

## Fekvése
Knintől légvonalban 19, közúton 21 km-re délre, községközpontjától légvonalban 6, közúton 8 km-re keletre, a Knint Šibenikkel összekötő 33-as számú főúttól keletre, Dalmácia középső részén fekszik.

## Története
Területét 1522-ben foglalta el a török. 1550-ben a Klisszai szandzsák összeírásában említik először ismert településként. 1683-ban a velencei hadak szabadították fel a török uralom alól. 1797-ben a Velencei Köztársaság megszűnésével a Habsburg Birodalom része lett. 1806-ban Napóleon csapatai foglalták el és 1813-ig francia uralom alatt állt. Napóleon bukása után ismét Habsburg uralom következett, mely az első világháború végéig tartott. A falunak 1857-ben 258, 1910-ben 355 lakosa volt. Az első világháború után előbb a Szerb Királyság, majd rövid ideig az Olasz Királyság, ezután a Szerb-Horvát-Szlovén Királyság, majd Jugoszlávia része lett. 1991-ben lakóinak 97 százaléka horvát nemzetiségű volt. A délszláv háború során elfoglalták a szerb csapatok és a Krajinai Szerb Köztársasághoz csatolták. Templomát földig rombolták, a lakosság elmenekült. A horvát hadsereg 1995 augusztusában a Vihar hadművelet során foglalta vissza a települést. Házait és templomát újjáépítették. 2011-ben a 119 lakosa volt.

## Lakosság
| Lakosság változása | Lakosság változása | Lakosság változása | Lakosság változása | Lakosság változása | Lakosság változása | Lakosság változása | Lakosság változása | Lakosság változása | Lakosság változása | Lakosság változása | Lakosság változása | Lakosság változása | Lakosság változása | Lakosság változása | Lakosság változása |
| ------------------ | ------------------ | ------------------ | ------------------ | ------------------ | ------------------ | ------------------ | ------------------ | ------------------ | ------------------ | ------------------ | ------------------ | ------------------ | ------------------ | ------------------ | ------------------ |
| 1857               | 1869               | 1880               | 1890               | 1900               | 1910               | 1921               | 1931               | 1948               | 1953               | 1961               | 1971               | 1981               | 1991               | 2001               | 2011               |
| 258                | 285                | 288                | 287                | 306                | 355                | 321                | 372                | 379                | 386                | 403                | 446                | 322                | 258                | 134                | 119                |

## Nevezetességei
Keresztelő Szent János tiszteletére szentelt templomát 1991-ben építették. Harangtornyában egy harang található. A délszláv háború során teljesen lerombolták, a háború után 2002-ben Zdravko Živković tervei szerint újjáépítették. A templom körül található a falu temetője.